# Hermann Lebert
Hermann Lebert (ursprungligen Levi), född den 9 juni 1813 i Breslau, död den 1 augusti 1878 i Bex, Schweiz, var en tysk läkare och professor.
Lebert blev medicine doktor i Zürich 1834, praktiserade i början delvis i Paris och delvis i Bex i Schweiz, där han var badläkare om somrarna. År 1853 blev han medicine professor i Zürich och föreståndare för sjukhuset där samt blev 1859 professor vid Breslaus universitet, men återvände 1874 till Bex. 
Hans skrifter, 101 till antalet, vittnar om en ovanligt flitig och mångsidig författareverksamhet. Han bedrev framstående forskning i patologisk anatomi, embryologi och allmän patologi; han var en av de första, som använde mikroskopet för dessa vetenskaper och studerade patologin experimentellt.
Auktorsnamnet Lebert kan användas för Hermann Lebert i samband med ett vetenskapligt namn inom botaniken; se Wikipediaartiklar som länkar till auktorsnamnet.